# Annaïg Butel

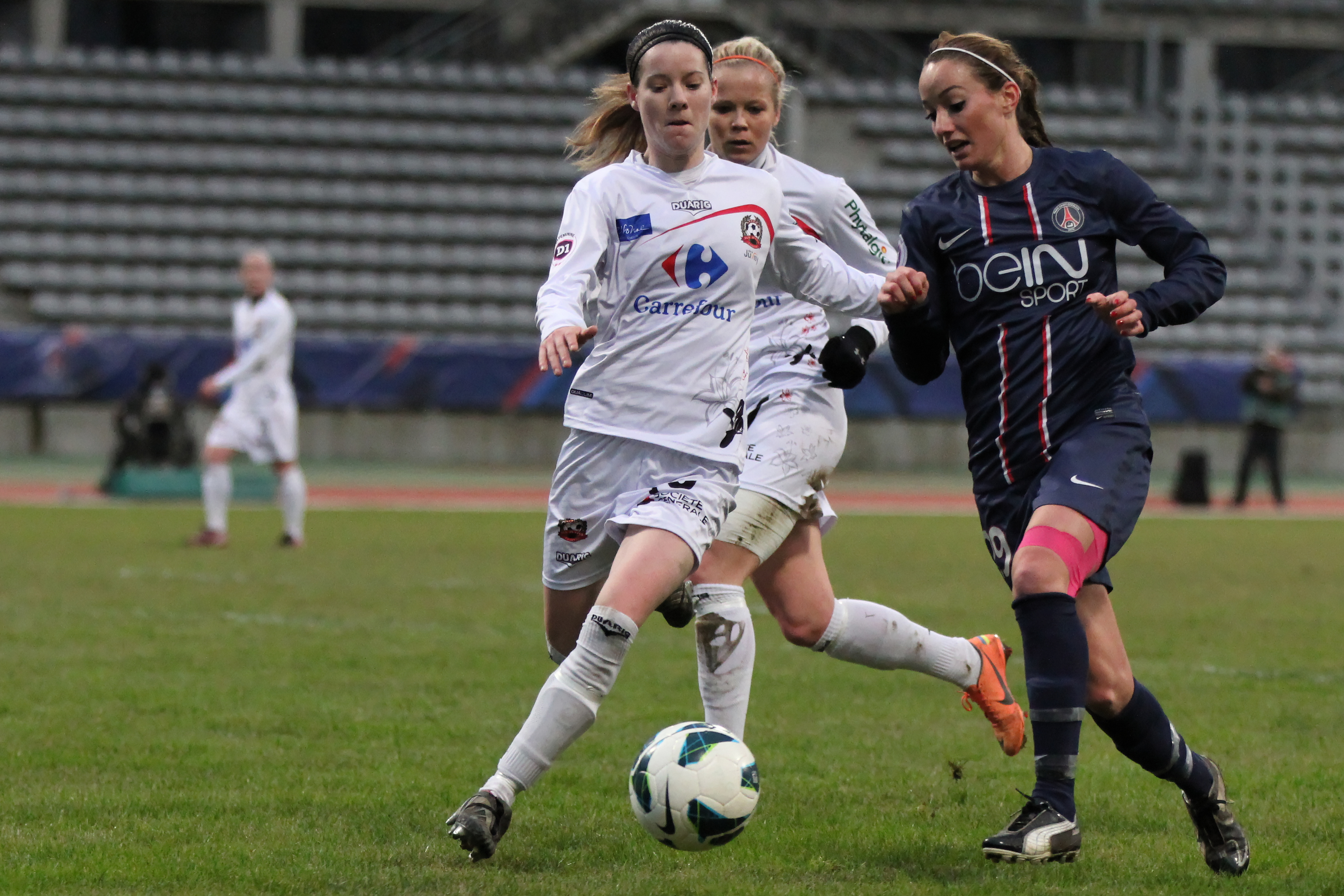
Annaïg Butel (vorne links) im Dezember 2012 bei einem Punktspiel

Annaïg Butel (* 15. Februar 1992 in Ivry-sur-Seine) ist eine französische Fußballspielerin.

## Vereinskarriere
Annaïg Butel spielte als Mädchen von 2000 bis 2004 zunächst beim FC Château-Landon, anschließend drei Jahre lang für die Entente Bagneaux-Nemours. Bereits in ihrer Zeit bei Bagneaux-Nemours wurde sie erstmals in die französische U-17-Nationalelf berufen. 2007 holte der Juvisy FCF, dessen Dress auch schon ihre ältere Schwester Gwenaëlle trug, die 15-Jährige in seine Jugendabteilung. Bereits in ihrer ersten Saison kam Annaïg Butel dort zu zwei Einsätzen in der Erstliga-Frauschaft, wurde allerdings überwiegend in Juvisys zweitem Team berücksichtigt. Dies änderte sich bereits in der Spielzeit 2008/09, als sie 14 der 22 Erstliga-Punktspiele bestritt. Seither gehört die 1,67 m große Abwehrspielerin, die meist auf der Außenbahn eingesetzt wird, zur Stammelf; 2011/12 stand sie in sämtlichen 22 Meisterschaftsspielen auf dem Rasen. Einen nationalen Titel hat Butel bisher noch nicht gewonnen; allerdings wurde sie mit dem Juvisy FCF drei Mal französische Vizemeisterin (2008, 2010 und 2012). Zudem erreichte sie auf europäischer Ebene in der Saison 2010/11 das Viertel- und 2012/13 sogar das Halbfinale; 2010/11 bestritt sie sämtliche neun Partien, 2012/13 fehlte sie einmal.
Als Juvisy 2017 fusionsbedingt im Paris FC aufging, vollzog Annaïg Butel diesen Wechsel mit. Nach sechs Jahren beim PFC zog es sie in die US-Soccer League zu Washington Spirit.

### Stationen
- FC Château-Landon (2000–2004)
- Entente Bagneaux-Nemours (2004–2007)
- Juvisy FCF (2007–2017)
- Paris FC (2017–2023)
- Washington Spirit (seit 2023)

## In der Nationalmannschaft
Ab 2007 hat Annaïg Butel die verschiedenen Mädchennationalfrauschaften durchlaufen und sich auch dort jeweils zur Stammspielerin entwickelt. Sie brachte es darin auf 23 Einsätze in der U-17, 19 in der U-19 und drei in der U-20. Mit der französischen U-17 stand sie 2008 im Europameisterschaftsendspiel (0:3 gegen ihre deutschen Altersgenossinnen) und bestritt im selben Jahr bei der Weltmeisterschaft in Neuseeland alle drei Begegnungen. Mit der U-19 nahm sie 2010 an der Jahrgangs-Europameisterschaft teil; in Mazedonien kam sie zu fünf Einsätzen, wobei sie im Endspiel gegen die Engländerinnen erst nach knapp einer Stunde eingewechselt wurde, um die 2:1-Führung mit abzusichern. Dies gelang und Annaïg Butel wurde Europameisterin. Im selben Jahr folgte für sie die Teilnahme an der U-20-Weltmeisterschaft in Deutschland; in Frankreichs Aufgebot stand sie unter anderem an der Seite von Laëtitia Philippe, Kelly Gadéa, Léa Rubio, Marina Makanza und Camille Catala, wobei sie alle drei Vorrundenpartien bestritt; allerdings schieden die französischen Frauen aufgrund der schlechteren Tordifferenz gegenüber den Kolumbianerinnen vorzeitig aus.
Für die Freundschaftsbegegnung am 4. April 2013 gegen Kanada hat Nationaltrainer Bruno Bini Annaïg Butel zum ersten Mal in das französische A-Aufgebot berufen und dann in der zweiten Halbzeit auch eingewechselt. Binis Nachfolger Philippe Bergeroo griff ein Jahr später erneut auf sie zurück und nominierte sie zudem in seinem Kader für die Weltmeisterschaft 2015, wo sie jedoch keine einzige Minute auf dem Rasen stand. Es dauerte dann bis zum Herbst 2018, ehe Nationaltrainerin Corinne Diacre sie wieder einsetzte, und zwar als Innenverteidigerin anstelle von Wendie Renard. In ihren bisherigen zehn Länderspielen erzielte Butel noch keinen Treffer. (Stand: 1. September 2018)

## Palmarès
- U-19-Europameisterin 2010
- NWSL-Vizemeisterin 2024